# Federació de Pilota Valenciana

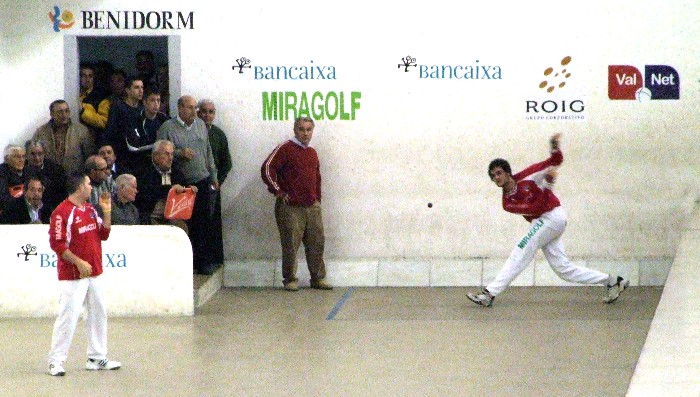
Genovés II (dreta) en el Torneig Nadal de pilota valenciana l'any 2006.

La Federació de Pilota Valenciana és l'associació que regeix l'esport de la pilota valenciana. En reglamenta les modalitats, n'organitza competicions i en promou la difusió. Va ser creada el 1985.
La Federació ha instituït el 14 de juny com a Dia de pilota, en record de la data de la prohibició (el 1391) de jugar a pilota dins dels murs de la Ciutat de València, encara que per qüestions d'agenda dels campionats se celebra a final de setembre. José Daniel Sanjuan Martínez, n'és el president.
Les llicències atorgades als jugadors aficionats són 1521, de les quals 195 són dones. 120 clubs en actiu juguen cada setmana a pilota. Hi ha 102 escoles de pilota amb 82 monitors. Hi ha 125 alumnes de Tecnificació i 35 formen part del CESPIVA.
Els pilotaires professionals són 52, repartits entre el raspall i l'escala i corda. Els trinquets amb partides professionals són 17. Hi ha 145 jutges.

## Història
El 1925 nasqué a Sant Sebastià la Confederación Española de Pelota Vasca, que funcionà fins a la Guerra Civil del 1936. En acabar la contesa, el Consejo Nacional de Deportes va crear la Federación Española de Pelota, dins de la qual integraren la naixent Federació Valenciana de Pilota, ja que no sabien que s'hi jugava amb la mà. Una mostra d'aquesta ignorància i despreocupació fou que escolliren com a president José Marín, ex-futbolista del València CF, la major virtut del qual era l'afició a aparéixer en les fotografies. Gràcies a ell ens han restat nombroses imatges de la prèvia de partides de l'època.
Els següents presidents de la delegació valenciana tampoc hi semblaven gens interessats:
- Jacinto Quincoces, ex-futbolista i jugador de pala. Malgrat reconéixer a la premsa que havia acceptat el càrrec a contracor tingué encerts com el d'iniciar els campionats juvenils d'on sorgiren figures com Genovés I i el Xatet de Carlet.
- Roberto Bonora, practicant de frontennis, donà validesa a algunes competicions que el món aficionat ja havia iniciat pel seu compte, com les de galotxa.
- Enrique Menéndez, ex-pilotari professional de Massamagrell, intentà elevar l'estatus de la pilota valenciana, però topà amb els impediments de la Federació Espanyola. Aprofità la dimissió per començar la tasca de crear la Federació de Pilota Valenciana.

El 15 de febrer de 1984 el Ple del Consell de la Generalitat Valenciana desplega la normativa del Decret del 5 de desembre de 1983 que regula la constitució de federacions valencianes d'esports autòctons com a instruments per a agrupar associacions i esportistes tot impulsant-ne la pràctica i la promoció.
- El president interí Rafael Genovés fou, doncs, l'últim amb superior jeràrquic a Madrid.
- Víctor Iñúrria consolidà els campionats existents i en començà de noves, signà convenis amb altres entitats públiques i privades, impulsà les escoles de pilota i inicià els contactes internacionals arran dels quals s'organitzà a València el 1993 el Torneig 5 Nacions. El seu mandat acabà amb el I Congrés Mundial de Pilota a Mà celebrat els 2, 3 i 4 de juny de 1994 al Cap i Casal.[5]

- El 1994, Joan Pascual Llobell accedí a la presidència de la Federació després d'un procés electoral molt tens i polèmic que, quatre anys després, el Tribunal Superior de Justícia del País Valencià qualificà de "nuls" per "irregularitats en el vot per correu".

- Ramón Sedeño Clemente és votat per segona ocasió president el 18 de novembre de 2006.
- José Daniel Sanjuan Martínez, és reelegit president en 2014 i 2018.[6]

## Relacions internacionals
Des del 1992, la Federació de Pilota Valenciana forma part de la Confederació Internacional de Joc de Pilota, la qual organitza cada any els Campionats Internacionals de Pilota, en els quals participa la Selecció Valenciana de Pilota.